# گروران سفلی
گروران سفلی، روستایی از توابع بخش مرکزی شهرستان کرمانشاه در استان کرمانشاه ایران است.

## جمعیت
این روستا در دهستان پشت دربند قرار دارد و براساس سرشماری مرکز آمار ایران در سال ۱۳۸۵، جمعیت آن ۳۵ نفر (۱۰خانوار) بوده‌است.